# 市民の森 (函館市)
市民の森（しみんのもり）は、北海道函館市にある公園。トラピスチヌ修道院の向かいにある。

## 施設
園内には1周2.3kmの歩くスキーコースが常設されており、雪のない季節はジョギングなどを楽しむこともできる。また、北海道内最大級となる13,000株のアジサイ園があり、毎年7月下旬に『アジサイフェスタ』を開催している。
- 市民の森ビジターセンター
- WOODS 函館市民の森売店[3]
- 郷土の森
- 水のある森
- ピクニックの丘
- 見晴しの丘
- 森の原っぱ
- アジサイ園
- 自由広場
- ツツジの咲く広場
- ミズバショウと木の道